# Kenny Schmidt
Kenny Schmidt (* 23. Mai 1987 in Zschopau) ist ein deutscher Fußballspieler.
Schmidt erlernte das Fußballspielen beim FV Krokusblüte Drebach und dem Chemnitzer FC. Nachdem er in dessen 1. Mannschaft auf Dauer keinen Stammplatz hatte, wechselte er zur Saison 2006/07 zu Werder Bremen II. Hier spielte er zwei Jahre lang hauptsächlich als Einwechselspieler, bevor er zu Energie Cottbus ging. Seine vorerst letzte Profistation war der FC Erzgebirge Aue, für die Schmidt am ersten Spieltag der Saison 2008/09 in der Startaufstellung stand und somit sein Debüt in der 3. Liga gegen Eintracht Braunschweig gab, wobei er in der 64. Minute gegen Maik Georgi ausgewechselt wurde. Danach spielte Schmidt zunächst wieder bei seinem Jugendverein FV Krokusblüte Drebach, bevor er zum SC Borea Dresden wechselte, von dem er zur Saison 2010/11 zum VfB Fortuna Chemnitz wechselte.